# Pinjalo lewisi
Pinjalo lewisi (лат.)  — вид лучепёрых рыб семейства луциановых (Lutjanidae). Представители вида распространены в Индо-Тихоокеанской области. Максимальная длина тела 50 см. Видовое название дано в честь Антони Левиса (англ. Anthony D. Lewis), Отдел рыболовства Министерства первичной промышленности Фиджи (Division of the Ministry of Primary Industries in Fiji), за множество “ценных” образцов и фотографий, которые он предоставил авторам (он также подарил паратип).

## Описание
Тело относительно высокое, немного сжатое с боков, покрыто ктеноидной чешуёй среднего размера. Высота тела укладывается 2,1—2,8 раза в стандартную длину тела. Спинной и брюшной профили тела выпуклые. Ряды чешуи вдоль спины направлены косо, а на хвостовом стебле идут горизонтально. В боковой линии 48—50 чешуй. Верхний профиль головы выпуклый. Ноздри с каждой стороны рыла расположены далеко друг от друга. Рот маленький и косой, образующий угол около 45° по отношению к горизонтали. Нижняя челюсть немного выступает вперёд при закрытом рте. Предчелюстная кость выдвижная. Окончание верхней челюсти доходит до вертикали, проходящей через передний край глаза. На верхней челюсти нет чешуи или продольных гребней. Клыкообразные зубы отсутствуют. Каждая челюсть с наружным рядом небольших неподвижных изогнутых конических зубов; на верхней челюсти и передней части нижней челюсти проходит внутренняя полоска ворсинообразных зубов. На сошнике мелкие зубы расположены в виде треугольного или V-образного пятна. Есть зубы на нёбе; нет зубов на языке. На верхней части первой жаберной дуги 7—8 жаберных тычинок, и 16—17 тычинок на нижней части. В спинном плавнике 12 колючих и 13 мягких лучей, между колючей и мягкой частями отсутствует заметная выемка. В анальном плавнике три жёстких и 8—9 мягких лучей. Последний мягкий луч спинного плавника и анального плавника не удлинённый, короче предпоследнего луча. Есть чешуя на основаниях спинного и анального плавников. Грудные плавники удлинённые, с 17—18 мягкими лучами; их длина укладывается 2,5—3 раза в стандартную длину тела. Хвостовой плавник с небольшой выемкой.
Задняя половина тела красная, переходящая на брюшной стороне в розовато-белую. На затылке и теле нет диагональных тёмных линий. Голова красная, за исключением розовато-белых участков, покрытых чешуей. В задней части хвостового стебля расположено изогнутое бледно-розовое пятно размером с диаметр зрачка, наиболее широкое на вершине и идущее по диагонали вниз и вперед в пределах боковой линии. Плавники красного цвета, анальный и парные плавники светлее, чем спинной и хвостовой плавники. Край спинного плавника и мягкая часть анального плавника черноватые. Задняя часть хвостового плавника черноватая с тёмными краями.
Максимальная длина тела 50 см, обычно до 35 см.

## Ареал и места обитания
Широко распространены в Индо-Тихоокеанской области от Фиджи до Лаккадивских островов и от юга Индонезии до островов Рюкю. Обитают в рифовых областях над скалистыми грунтами на глубине от 20 до 200 м. Образуют большие скопления. Питаются донными и планктонными беспозвоночными и мелкими рыбами.

## Взаимодействие с человеком
Имеют местное промысловое значение. Ловят ручными ярусами, ловушками и донными тралами. Реализуются в свежем и вяленом виде.